# Kanonenteich (Leipzig)
Der Kanonenteich war ein bis etwa 1870 existierender Teich im südöstlichen Vorstadtbereich von Leipzig. Seinen Namen erhielt er vermutlich im Zusammenhang mit der Völkerschlacht bei Leipzig.

## Lage
Der Kanonenteich befand sich im Bereich der heutigen Grünanlage zwischen Brüder-, Tal- und Liebigstraße östlich des Anatomischen Instituts der Universität Leipzig. Zur Zeit seiner Existenz bestand südlich von ihm das Taubstummeninstitut an der Waisenhausstraße (heute Liebigstraße) und östlich von diesem das Waisenhaus, später Krankenhaus St. Jacob. Über die Talstraße schlossen sich an den Teich im Osten die Kleingärten des Johannistals an, im Norden die Armenschule, später 1. Bezirksschule.

## Geschichte
Bis zum Beginn des 19. Jahrhunderts befand sich auf dem Gelände des Johannistals südöstlich der Stadt eine große, zum Grundbesitz des Johannishospitals gehörende Sandgrube. (vgl. Karte von 1802) Darauf weisen auch die in diese Richtung führende Sandgasse (ab 1839 Ulrichgasse, ab 1891 Seeburgstraße) und an deren Ende das Sandtor, ein äußeres Stadttor, hin. Bei dem offenbar ungeregelt erfolgenden Sandabbau bildeten sich einzelne Wasserflächen (Karte 1802). Als Anfang des 19. Jahrhunderts auf Initiative des Stadtrats Moritz Seeburg im Johannistal Kleingärten angelegt wurden, blieb im Westteil eine größere Wasserfläche als Teich übrig.
Zur Völkerschlacht fanden am 19. Oktober 1813 im Bereich um diesen Teich erbitterte Kämpfe statt. Ob nun, wie angeblich berichtet, hier Kanonen versenkt wurden (Tauchversuche brachten kein Ergebnis) oder andere Zusammenhänge für die Benennung des Teichs eine Rolle spielten, ist nicht bekannt; jedenfalls erhielt der Teich im Volksmund im Folgenden den Namen Kanonenteich. Bis 1885 hieß die an ihm vorüberführende Straße Teichstraße, danach bis heute Brüderstraße.
Für die 1860er Jahre berichtet Kutschbach von üblen, vom Teich ausgehenden Gerüchen, und in der zweiten Hälfte der 1860er Jahre wurde der Teich zugeschüttet (vgl. Karten 1864 und 1871). Es wurde ein Spielplatz eingerichtet und es entstand eine Grünanlage, in der 1881 ein Samuel-Heinicke-Denkmal aufgestellt wurde.

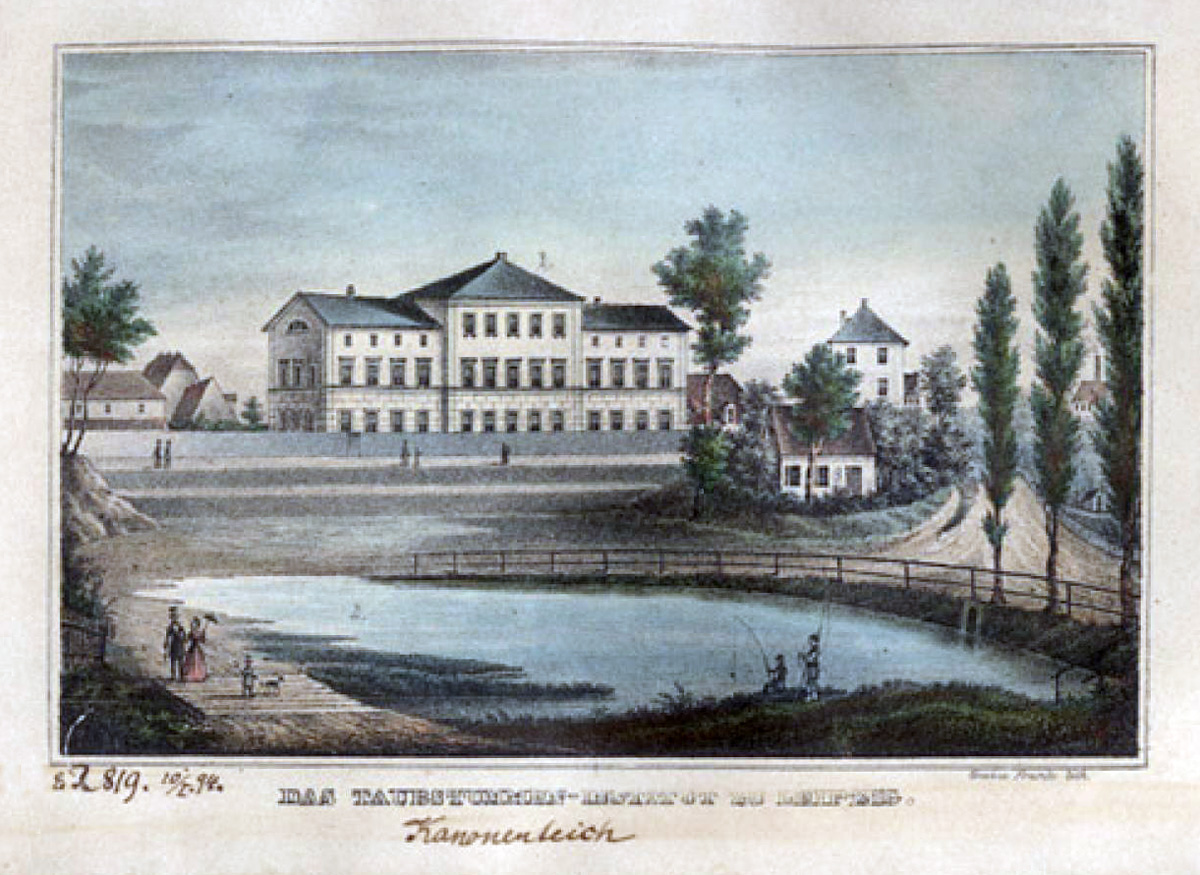
Der Kanonenteich und das alte Taubstummeninstitut von Norden, um 1840
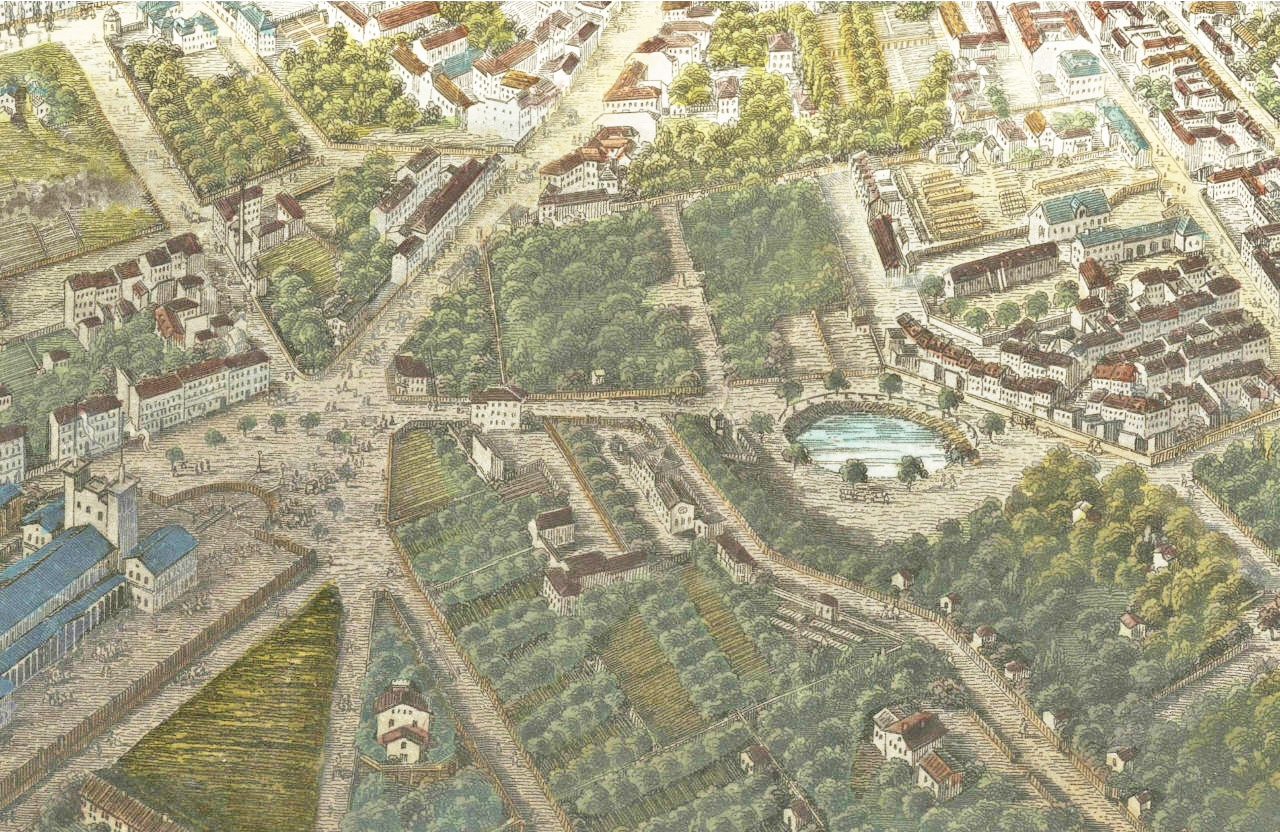
Die Umgebung des Kanonenteichs, 1850 (links der Bayerische Bahnhof)
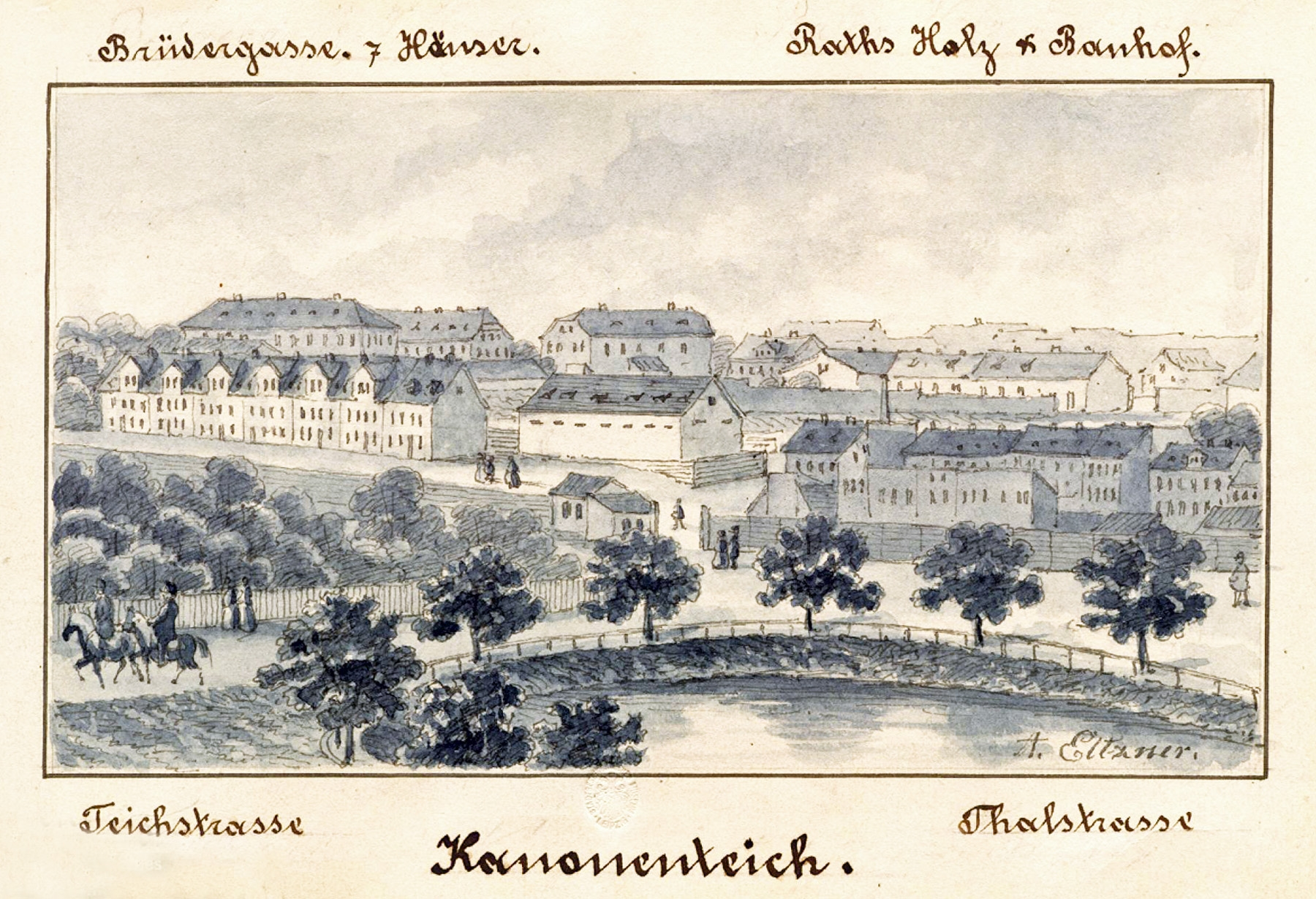
Der Kanonenteich von Süden, um 1860
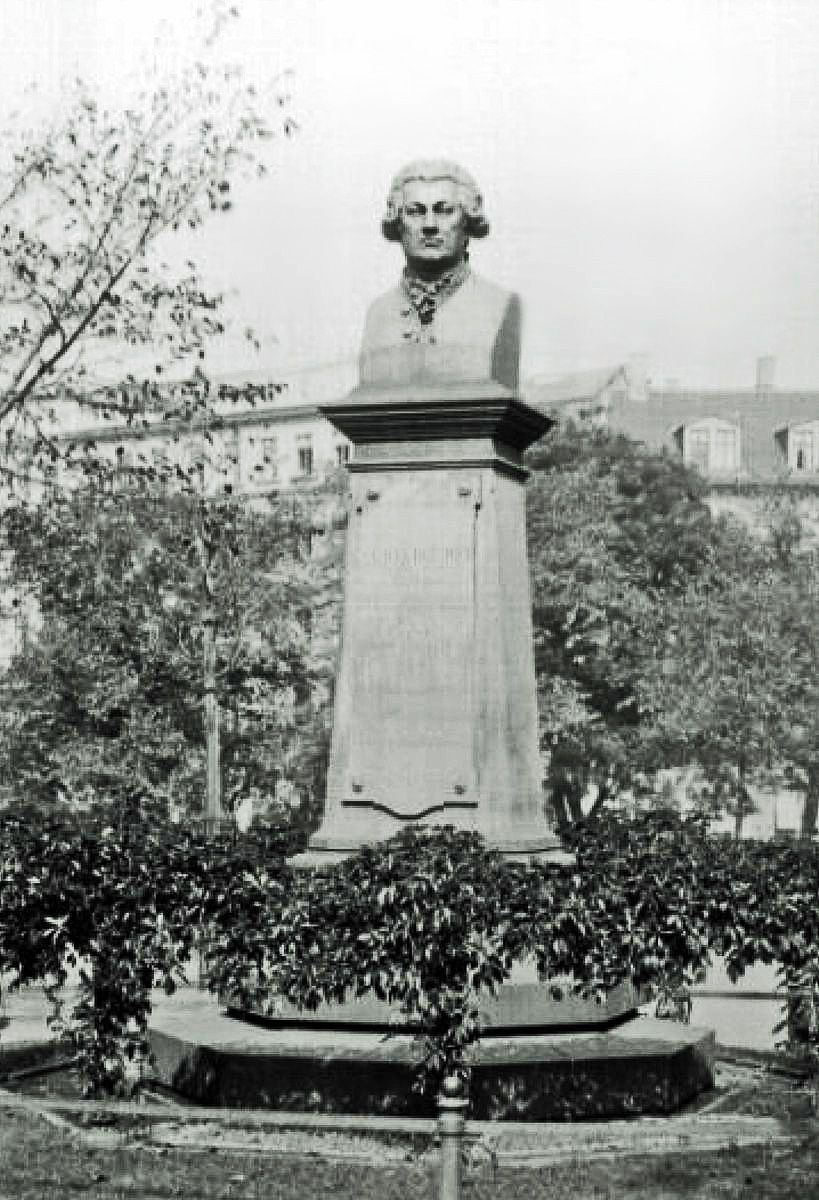
Das Samuel-Heinicke-Denkmal
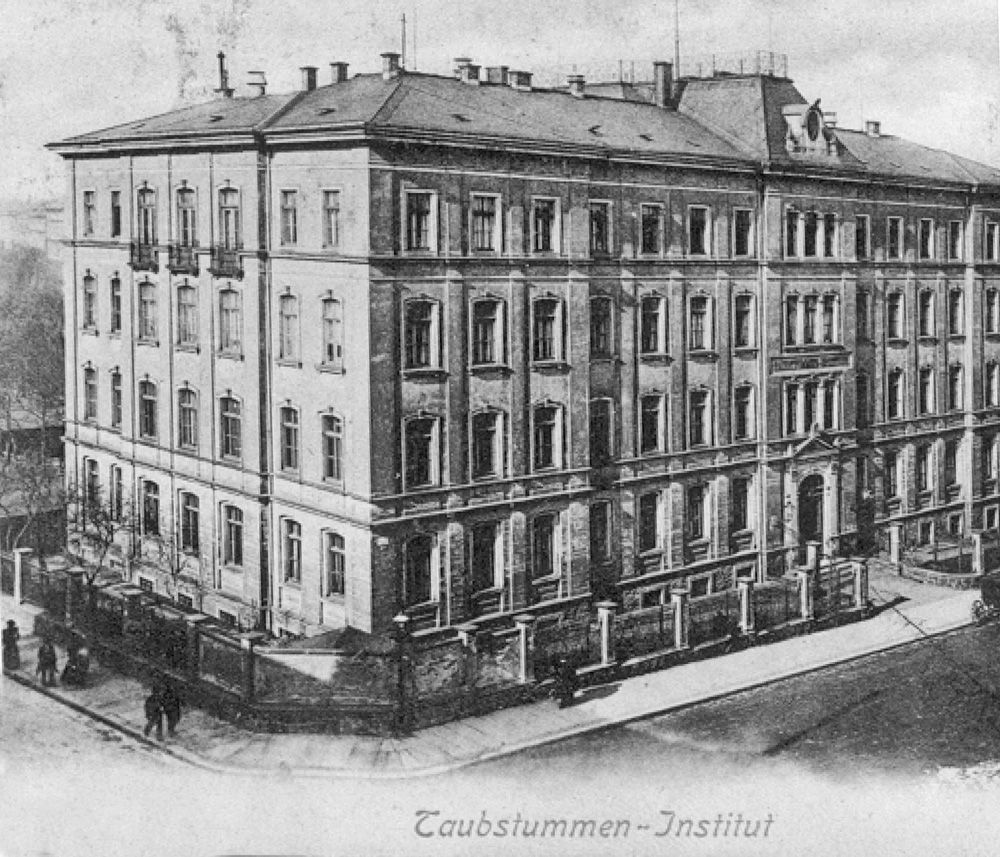
Das neue Taubstummeninstitut, 1916 Mineralogisches Institut

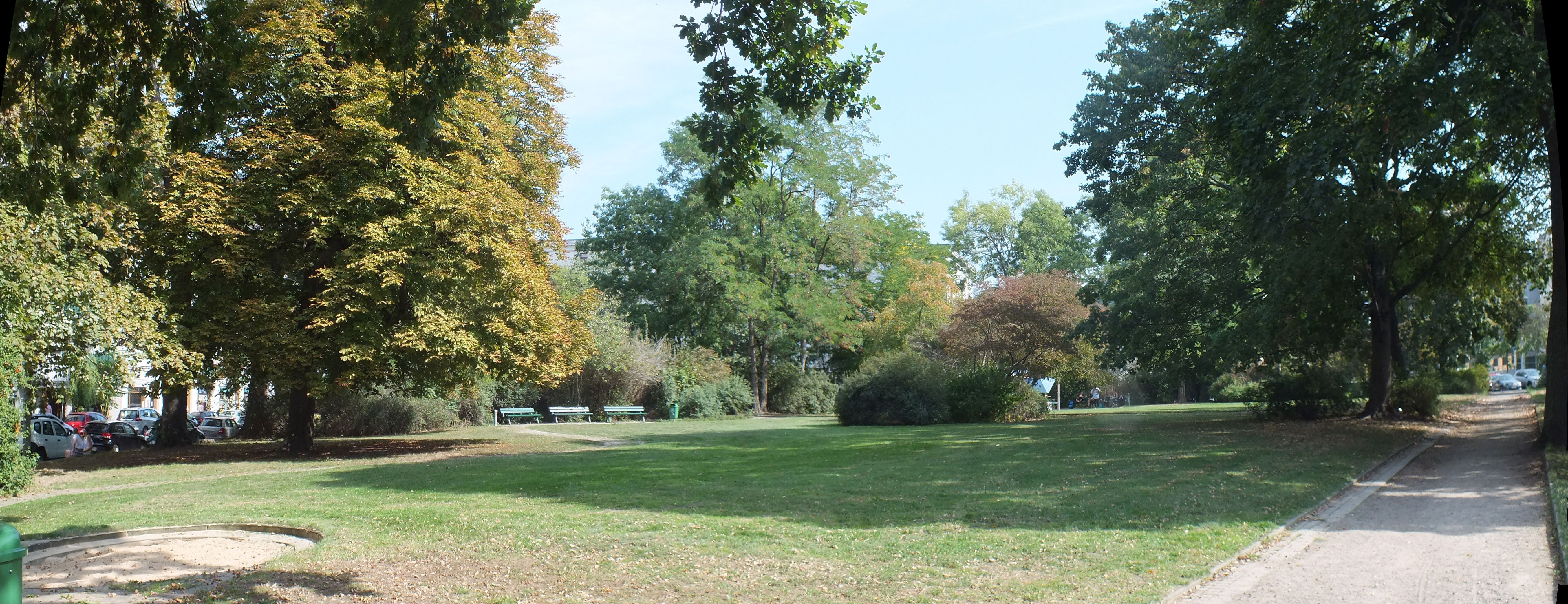
Kanonenteichanlage (2020)

1879/1980 wurde auf dem oberen Teil des Geländes, Ecke Liebig- und Talstraße, ein neues Gebäude für das Gehörloseninstitut erbaut, in welches 1916 das Mineralogische Institut der Universität einzog. Der Bau wurde 1943 kriegszerstört und nicht wieder aufgebaut.
Im Zusammenhang mit dem Neubau des Anatomischen Instituts wurde die Grünanlage neu gestaltet und unter Denkmalschutz gestellt. Obwohl der Kanonenteich lange Geschichte ist, lebt sein Name noch. Der Spielplatz in der Grünanlage heißt in der Liste der Leipziger Spielplätze „Spielplatz Kanonenteich“.